# 리니지W
《리니지W》는 엔씨소프트에서 2021년 11월 4일에 출시한 모바일 다중 사용자 온라인 롤플레잉 게임이다.
2021년에는 전 세계에 출시될 예정이었지만, 아시아 이외의 지역에서는 여전히 출시되지 않고 있다. 이 게임은 또한 2022년에 플레이스테이션 5와 닌텐도 스위치용으로 출시될 예정이다.